# Kistopolya
Kistopolya (szlovákul: Topoľa, ukránul: Topolja) község Szlovákiában, az Eperjesi kerület Szinnai járásában.

## Fekvése
Szinnától 23 km-re északkeletre, az Ulicska-patak völgyében fekszik.

## Története
A falut 1588-ban az adóösszeírásban említik először. Első fatemploma 1650 körül épült.
A 18. század végén Vályi András így ír róla: „TOPOLYA. Orosz falu Zemplén Várm. földes Ura Szirmay Uraság, lakosai ó hitüek, fekszik Orosz Patak, és Runyinához is 1 órányira; 2 nyomásbéli határja leginkább zabot terem, földgye hegyes, vőlgyes, kősziklás, fejér, kavitsos, erdeje, legelője van, piatza Ungváron, és Homonnán.”
Fényes Elek 1851-ben kiadott geográfiai szótárában így ír a faluról: „Topolya, orosz falu, Zemplén vgyében, Szinna fil., 470 g. kath., 16 zsidó lak. Görög anyaszentegyház. 609 h. szántóföld. Nagy erdő. F. u. gr. Vandernath. Ut. p. N. Mihály.”
Borovszky Samu monográfiasorozatának Zemplén vármegyét tárgyaló része szerint: „Kistopolya, előbb csak Topolya, ruthén kisközség 68 házzal és 511 görög katholikus lakossal. Postája, távírója és vasúti állomása Nagyberezna. 1415-ben Thopula néven Csebi István birtoka. 1454-ben Nagymihályi Agathát iktatják be. 1506-ban Sempsei Ferencz kapja némely részeit, de 1598-ban csak Homonnai György, István és Borbála vannak birtokosaiul említve. Ettől kezdve a homonnai uradalomhoz tartozik, de 1602-ben Nagymihályi Eödönffy Kristóf is kap itt részeket. Később a Szirmayaké lett, azután a gróf Andrássyaké és most is az utóbbiak a birtokosai. Van itt egy újabb úrilak, melyet gróf Andrássy Géza építtetett. Gör. kath. temploma a mult század ötvenes éveiben épült.”
1920 előtt Zemplén vármegye Szinnai járásához tartozott, majd az újonnan létrehozott csehszlovák államhoz csatolták. 1939 és 1945 között ismét Magyarország része.

## Népessége
| Év:            | 1994. | 2004.    | 2014.    | 2024.   |
| -------------- | ----- | -------- | -------- | ------- |
| Emberek száma: | 252   | 197      | 154      | 152     |
| Eltérés:       |       | -21,82 % | -21,82 % | -1,29 % |

| Év:            | 2023. | 2024.   |
| -------------- | ----- | ------- |
| Emberek száma: | 159   | 152     |
| Eltérés:       |       | -4,40 % |

1910-ben 504, túlnyomórészt ruszin anyanyelvű lakosa volt.
2001-ben 226 lakosából 102 szlovák, 94 ruszin, 10 ukrán volt.
2011-ben 161 lakosából 79 szlovák és 55 ruszin volt

## Nevezetességei
- Szent Mihály arkangyal tiszteletére szentelt görögkatolikus fatemploma 1706-ban épült. Ikonosztáza 18. századi, de 17. századi részei is vannak. Előtte I. világháborús katonai temető található.
- Fa harangtornya 20. századi, a közelében 200 éves hársfa áll.
- Alexandr Duchnovič mellszobra.

## Híres személyek
- Itt született 1803-ban Alexandr Duchnovič kárpátaljai ruszin költő, drámaíró.
- A második világháború idején Palotay István erdőmérnököt bízták meg a kistopolyai honvédkincstári erdőhivatal megszervezésével.